# Anastasiya Valúyeva
Anastasiya Yúrievna Valúyeva –en ruso, Анастасия Юрьевна Валуева– (Dóbroye, 29 de noviembre de 1993) es una deportista rusa que compite en taekwondo. Ganó una medalla de plata en el Campeonato Mundial de Taekwondo de 2013, en la categoría de –46 kg.

## Palmarés internacional
| Campeonato Mundial | Campeonato Mundial | Campeonato Mundial | Campeonato Mundial |
| Año                | Lugar              | Medalla            | Categoría          |
| ------------------ | ------------------ | ------------------ | ------------------ |
| 2013               | Puebla (México)    | Medalla de plata   | –46 kg             |